# Bredal
Bredal – miasto w Danii, w regionie Dania Południowa, w gminie Vejle.